# Маэда, Этико
Этико Маэда (яп. 前田悦智子, англ. Echiko Maeda; р. 31 января 1952, Токио, Япония) — японская волейболистка, центральная блокирующая. Чемпионка летних Олимпийских игр 1976 года, чемпионка мира 1974.

## Биография
Волейболом Этико Маэда начала заниматься в Токио, в клубе «Омори Роккаку». Затем выступала за школьную команду «Токива Мацукакуси», а в 1970 была принята в команду «Саньё Электрик» (Оидзуми), в которой дебютировала в чемпионатах Японии и играла до завершения спортивной карьеры в 1979 году.
В 1974—1977 Этико Маэда выступала за сборную Японии и в её составе неизменно становилась победителем всех официальных международных турниров, в которых принимала участие, в том числе Олимпиады-1976, чемпионата мира 1974 и Кубка мира 1977. 

### Клубная карьера
- …—1970 —  «Токива Хай Скул» (Урава);
- 1970—1979 —  «Саньё Электрик» (Оидзуми).

## Достижения

### Клубные
- двукратный серебряный призёр чемпионатов Японии — 1976, 1977.

### Со сборной Японии
- Олимпийская чемпионка 1976.
- чемпионка мира 1974.
- победитель розыгрыша Кубка мира 1977.
- чемпионка Азиатских игр 1974.
- чемпионка Азии 1975.

### Индивидуальные
- 1977: по итогам чемпионата Японии вошла в символическую сборную.